# Safia aperta
Safia aperta är en fjärilsart som beskrevs av Walker 1857. Safia aperta ingår i släktet Safia och familjen nattflyn. Inga underarter finns listade.